# Pedicularis sorbifolia
Pedicularis sorbifolia är en snyltrotsväxtart som beskrevs av Tsoong. Pedicularis sorbifolia ingår i släktet spiror, och familjen snyltrotsväxter. Inga underarter finns listade i Catalogue of Life.